# Sirinhaém
Sirinhaém est une municipalité brésilienne située dans l'État du Pernambouc.